# Cadmi(II) nitrat
Cadmi(II) nitrat là tên gọi chung của tất cả các hợp chất vô cơ có công thức hóa học Cd(NO3)2·xH2O. Dạng khan của hợp chất này là một chất dễ bay hơi nhưng những chất khác là muối. Tất cả các hợp chất có cùng tên gọi này đều là các chất rắn kết tinh không màu hấp thụ độ ẩm từ không khí để tạo thành tinh thể ngậm nước. Hợp chất của cadmi cũng thường được nhắc đến là một chất gây ung thư.

## Sử dụng
Cadmi(II) nitrat được sử dụng để làm thủy tinh màu và sứ và như một loại bột nhão dùng trong nhiếp ảnh.

## Điều chế
Cadmi(II) nitrat được điều chế bằng cách hòa tan kim loại cadmi hoặc cadmi(II) oxide, hydroxide hoặc carbonat trong acid nitric, tiếp theo sau đó là quá trình tinh thể hóa:
CdO + 2HNO3 → Cd(NO3)2 + H2O
CdCO3 + 2HNO3 → Cd(NO3)2 + CO2↑ + H2O
Cd + 4HNO3 → 2NO2↑ + 2H2O + Cd(NO3)2

## Phản ứng
Sự nhiệt phân ở nhiệt độ cao tạo ra cadmi(II) oxide và nitơ oxide. Khi hydro sulfide được truyền qua dung dịch được acid hóa của hợp chất cadmi(II) nitrat, thì cadmi(II) sulfide màu vàng được hình thành. Hợp chất sulfide này sau đó chuyển dần sang màu đỏ dưới điều kiện nhiệt độ sôi.
Khi tác dụng với dung dịch natri hydroxide, cadmi(II) nitrat tạo thành cadmi(II) hydroxide. Nhiều muối cadmi không hòa tan thu được bằng các phản ứng kết tủa tương tự.

## Hợp chất khác
Cd(NO3)2 còn tạo một số hợp chất với NH3, như Cd(NO3)2·4NH3 là tinh thể không màu hay Cd(NO3)2·6NH3 là bột vô định hình màu trắng.
Cd(NO3)2 còn tạo một số hợp chất với N2H4, như Cd(NO3)2·3N2H4 là tinh thể trong suốt màu vàng lục nhạt.
Cd(NO3)2 còn tạo một số hợp chất với CS(NH2)2, như Cd(NO3)2·2CS(NH2)2 và Cd(NO3)2·4CS(NH2)2 đều là tinh thể không màu. Khối lượng riêng của chúng lần lượt là 2,27, 1,94 và 1,9 (g/cm³).
Cd(NO3)2 còn tạo một số hợp chất với CSN3H5, như Cd(NO3)2·2CSN3H5 là tinh thể không màu.